# 애리조나 뮤즈
애리조나 뮤즈(Arizona Muse, 1988년 9월 18일 ~ )는 미국의 모델이다.